# Athripsodes ozerenae
Athripsodes ozerenae là một loài Trichoptera trong họ Leptoceridae. Chúng phân bố ở miền Cổ bắc.